# Ramón da Silva Ramos
Ramón da Silva Ramos ou simplesmente Ramón, (Sirinhaém, 12 de março de 1950), é um ex-futebolista brasileiro que atuava como atacante. É um dos maiores ídolos da história do Santa Cruz.

## Carreira

### Usina Trapiche
Iniciou sua carreira futebolista no time da usina Trapiche, local onde trabalhava. Quem treinava o time da usina era Dario, um ex-jogador do América e Sport que posteriormente se tornaria técnico da base do Santa Cruz e que deu oportunidade de Ramón jogar no juvenil. Não demorou para que ele fosse promovido para a equipe profissional como um dos destaques do elenco.

### Santa Cruz
Em 1969, o técnico Gradim decidiu aproveitá-lo entre os profissionais. Mais tarde, o técnico Duque efetivou o centroavante em seu elenco. Ramón era titular incontestável e o artilheiro do Santa. Ganhou notoriedade com o penta-campeonato pernambucano (1969-70-71-72-73) e principalmente pela sua atuação no campeonato brasileiro de 1973, quando foi o artilheiro da competição com 21 gols marcados. Saiu do Santa Cruz em 1975, no total foram 148 gols em 377 jogos. Chegou a ser incluído entre os 40 selecionados pelo técnico Zagallo para o Mundial de 1974, na Alemanha. Mas uma contusão muscular lhe tirou qualquer chance de concorrer à vaga, pois a recuperação foi longa.

### Internacional e Sport
Após artilharia e excelente campeonato, despertou interesse do Internacional que o contratou em 1976. No colorado não permaneceu por muito tempo e se despede do clube gaúcho no mesmo ano rumo ao Sport. No Leão da Ilha, atuou apenas uma temporada e passou 14 jogos sem marcar gols.

### Vasco da Gama
Em novembro de 1976, é contratado pelo Vasco da Gama, fazendo dupla com Roberto Dinamite e formou uma das grandes parcerias de ataque com o maior ídolo de São Januário, o ótimo entrosamento fez a imprensa da época dizer que o Ramon era "o pavio que acendia a Dinamite". Foi uma das melhores fases na carreira do jogador que foi campeão carioca no ano seguinte e transformou-se em ídolo da torcida vascaina! Com a camisa cruzmaltina é o quinto artilheiro pernambucano do Vasco (empatado com o saudoso Mário Tilico, ex-atacante vascaino da década de 60) e só atrás de grandes nomes como Ademir Menezes, Vavá, Juninho e Almir Pernambuquinho. Permaneceu no clube até 1979, quando foi contratado pelo Goiás.

### Goiás
Passou pelo Goiás, (1979-1981), onde foi artilheiro do Esmeraldino na Série B de 1980 com 7 partidas e 4 gols. Jogou também pelo Ceará (1981-1982), São José (1983), Santa Cruz (1983) onde a Revista Placar fez uma matéria sobre sua volta ao clube Coral, Ferroviário (1984) e Brasília (1985), onde encerrou sua carreira de jogador.
Como treinador, foi campeão cearense pelo Ferroviário em 1995, quando o clube conquistou o seu primeiro bi campeonato cearense da história. Trabalhou na Portuguesa Santista em 2003. Hoje, ele vive em Recife.

## Títulos
Santa Cruz
- Campeonato Pernambucano: 1969, 1970, 1971, 1972, 1973 e 1983[9]
- Torneio Início de Pernambuco: 1969, 1971 e 1972
- Taça Cidade do Recife - 1971

Vasco da Gama
- Campeonato Carioca: 1977
- Taça Guanabara: 1977
- Taça Manoel do Nascimento: 1977
- Torneio Heleno Nunes: 1976
- Torneio Imprensa de Santa Catarina: 1977

Ceará
- Campeonato Cearense: 1981

## Artilharias
Santa Cruz
- Campeonato Brasileiro de Futebol: 1973[10] (21 gols)